# Sylvestre (évêque de Séez)
Pour les articles homonymes, voir Sylvestre.
Sylvestre (Sylvester) est un évêque de Séez du début du XIIIe siècle.

## Biographie

### Une difficile accession
Aumônier d'Henri II d'Angleterre, il devient archidiacre de Séez à partir de 1186. Il est le neveu de Froger, prédécesseur de Lisiard,. Il est désigné en 1199 par le pape Innocent III comme juge délégué dans le conflit opposant l'abbaye Saint-Vincent du Mans au chevalier Thibaud Tragin.
À la mort de Lisiard, le chapitre cathédral choisi d'élire seul son futur évêque. Il annonce ensuite au roi Jean sans Terre qui choisit de nommer Guillaume, doyen de Lisieux. Devant le refus des chanoines, Jean les dépouille de leurs biens, les contraint à quitter la ville et prend en otage leurs parents. Le chapitre jette l'interdit sur le diocèse. Réunis à la chapelle Saint-André à Rouen, le chapitre élit Raoul du Merle. Sylvestre, pour prévenir toute contestation ultérieure, fait le choix d'en faire appel au pape et une délégation est dépêché à Rome. Mort entre-temps, les chanoines remplacent Raoul par Sylvestre. Le chapitre refuse la nomination par Jean sans Terre de Herbert, fils de l'abbé de Grestain Robert. Le pape Innocent III confirme l'élection de Sylvestre dans une bulle du 24 juin 1202. Jean interdit au clergé du diocèse de le reconnaître et défend l'archevêque de Rouen Gautier de Coutances de le sacrer. L'archevêque de Rouen choisit de confier Lisieux à Sylvestre. Le roi Jean finit par le reconnaître. Toutefois, sa position lui est assurée après la passation de la Normandie au pouvoir capétien.

### Évêque de Sées
Il écrit vers 1205, avec les autres évêques de la province, à Philippe Auguste au sujet des droits de patronage. Il tient un synode le 12 mai 1208. Il est présent à Rouen en 1214 et participe peut-être au concile provincial. 
Il voit en 1202 la création de la collégiale de Mortagne par Mathilde, Geoffroy, comte du Perche. Le pape Innocent III confirme  en 1209 l'établissement de l'hôtel-Dieu de Sées. Il assiste le 27 avril 1214 l'archevêque de Rouen Robert Poulain, tout comme l'évêque d'Évreux Luc, pour la consécration de l'abbatiale de la Trappe. Il consacre le 29 novembre la chapelle de l'infirmerie de l'abbaye de Saint-Pierre-sur-Dives. Il reconnaît en 1216, comme son prédécesseur, l'exemption de l'abbaye Saint-Jean-Baptiste de Falaise.
Par des accusations portées contre lui devant le pape, Innocent III charge le 9 juin 1212 Robert des Ableiges, évêque de Bayeux, Hugues de Morville, évêque de Coutances et Adam, abbé de Perseigne d'enquêter sur la véracité des faits et, si culpabilité, de prononcer sa déposition, ainsi que celle du prieur de la cathédrale.
Il meurt le 26 juin 1220,.